# Елфимов, Вадим Алексеевич
Вадим Алексеевич Елфимов — (род. 1961, Кишинёв, Молдавская ССР, СССР) — белорусский политолог и журналист, писатель, кандидат исторических наук, доцент. Работает в Институте журналистики БГУ и Белорусском государственном экономическом университете. Член Союза писателей Беларуси и член Союза писателей Союзного государства Беларуси и России.

## Биография
В 1985 г. окончил факультет международных отношений и международного права Киевского государственного университета, специалист по международным отношениям. В 1991 г. защитил кандидатскую диссертацию по специальности — «история международных отношений и внешней политики». Параллельно работал научным сотрудником Института мировой экономики и международных отношений, отдел США и Канады; преподавал на кафедре международных организаций, дипломатической и консульской службы, а также на кафедре истории международных отношений и внешней политики Института международных отношений и международного права Киевского государственного университета.
С сентября 1997 г. по сентябрь 2001 г. преподавал на факультете международных отношений Белорусского государственного университета на кафедре истории международных отношений. С сентября 2001 г. по июль 2015 г. преподавал в Академии управления при Президенте Республики Беларусь сначала на кафедре дипломатии и внешней политики, затем — на кафедре политических наук.

## Научная деятельность
Автор более 100 научных и учебно-методических работ.
Автор государственного образовательного стандарта высшего образования по специальности «Политический анализ и политтехнологии в медиасфере» (2015 г.)
Ведет авторскую колонку «7 дней мировой политики от Вадима Елфимова» в газете «7 дней».
Сторонник и идеолог концепции западнорусизма.
Выступает с публицистическим статьями и интервью в таких газетах и журналах как «Звязда», «Союз», «Союзное государство», «Союзное вече» («Народная газета», Москва, Минск), «Народная газета», «СБ: Беларусь сегодня», «Белорусская думка», «Белорусская нива», «Парламентское собрание Союза России и Беларуси», «Во славу Родины!», «Обозреватель» и др.
Общее число публикаций — более 1000.

## На телевидении
Работал 10 лет в телеэфире двух основных белорусских каналов: на «Первом национальном» (БТ) и «Общенациональном телевидении» (ОНТ) в качестве автора и ведущего итоговых информационно-аналитических еженедельных передач «Вокруг планеты» (БТ) 86 выпусков и «Большая политика» (ОНТ) — 163 выпуска.
Выступал в качестве сценариста нескольких телевизионных проектов.
Ведет на канале «Беларусь-3» телепередачу «Ди@блог с Вадимом Елфимовым»
Как эксперт регулярно выступает в программах Белетелерадиокомпании, телеканалов «СТВ», «Мир»,"Мир-24", «Россия-1», ТРК «Союз», для информагентств «Белта», «Синьхуа» и др.

## На радио
На Радио «Беларусь» ведет 3 еженедельных проекта «Белорусский путь», «Беларусь в глобальной политике» и «Есть повод!»
На радио «Минская волна» ведёт проект «Умный эфир с Вадимом Елфимовым», состоящий из обсуждения и анализа актуальных событий.

## Награды
- Победитель Первого Национального телевизионного конкурса «Телевершина» в номинации «Лучшая общественно-политическая программа» как автор и ведущий телепередачи «Вокруг планеты» (2005 г.)[источник не указан 261 день]
- Лауреат Премии Белорусского профсоюза работников культуры и Министерства культуры Республики Беларусь в номинации «Литература, журналистика, критика» за книгу «Гриф: Строго секретно» (2014 г.)[источник не указан 261 день]